# 硫化リン
硫化リン（りゅうかリン）は、リンと硫黄の化合物の総称。PxSyで表される。発火しやすく危険物第2類（可燃性固体）に指定されている。水と反応すると硫化水素 H2S を発生する。三硫化リン (P4S3)、五硫化リン (P2S5)、七硫化リン (P4S7) があり、いずれも常温では淡黄色の固体である。後者ほど水に溶けやすい。また、五硫化四リン(P4S5)というものもある。三硫化リン，五硫化リンは二硫化炭素によく溶ける。七硫化リンは二硫化炭素にわずかに溶ける。三硫化リンはマッチの製造などに用いられ、100℃で発火する。五硫化リンは医薬品原料や潤滑油添加剤として用いられる。毒物及び劇物取締法に定める毒物に該当する。